# 묻지마 패밀리
"묻지마 패밀리"는 2002년 공개된 대한민국의 영화이다.

## 배역
- 정재영 : 애인 불지르려는 사내(사방의 적), 고교생 1 역(내 나이키)
- 장신영 : 위의 사내의 애인 역(사방의 적)
- 류덕환 : 어린 명진(내 나이키), 나이키 광고 소년 역(교회 누나)
- 임하룡 : 아버지 역(내 나이키)
- 김일웅 : 영일(사방의 적), 나머지 부하(내 나이키), 작은 형 패거리 3 역(교회 누나)
- 박선영 : 누나 역(교회 누나)
- 방은진 : 키스에 미친 유부녀 역(사방의 적)
- 신하균 : 키스에 미친 유부녀의 정부(사방의 적), 고교생 2(내 나이키), 자다 깨는 학생 역(교회 누나)
- 조덕현 : 중국 대만 구분 못하는 부하(사방의 적), 학생 주임/국어 선생님(내 나이키), 국회의원 기호 2번(교회 누나) 역